# One (EP de The Never Ending)
One es el extended play debut de la banda indie rock y folk estadounidense, The Never Ending. Fue lanzado el 24 de junio de 2014.

## Lista de canciones
| N.º   | Título                 | Escritor(es)                 | Duración |  |
| 1.    | «Mulholland Drive»     | Debby Ryan, Nicholas Santino | 3:21     |  |
| 2.    | «Ruthless»             | Ryan                         | 3:21     |  |
| 3.    | «Before I Go Upstairs» | Ryan, Santino                | 2:59     |  |
| 4.    | «Call Me Up»           | Ryan                         | 2:32     |  |
| 5.    | «When the Dark Falls»  | Ryan, Santino                | 2:46     |  |
| 15:02 |                        |                              |          |  |